# Gretsch White Falcon
La White Falcon è un modello di chitarra prodotto dalla Gretsch.
La White Falcon è tornata di gran moda tra gli anni ottanta e gli anni novanta, quando è stata usata da Malcolm Young degli AC/DC, da Charile Burchill dei Simple Minds, da Martin Lee Gore dei Depeche Mode,da Chris Cheney dei The Living End, da Billy Duffy dei The Cult, da Brian Setzer degli Stray Cats, da John Frusciante (che ne possiede un rarissimo esemplare) nel video Californication dei Red Hot Chili Peppers.
Viene utilizzata anche dal protagonista del manga ed anime Beck: Mongolian Chop Squad, Koyuki, come chitarra per imparare a suonare.
L'attuale catalogo Gretsch comprende, oltre alla White Falcon, anche la Black Falcon e la Silver Falcon, ognuna con diverse opzioni di configurazione.